# Andrea Conti (taekwondoutövare)
Andrea Conti, född 29 augusti 2002, är en italiensk taekwondoutövare. 

## Karriär
I juni 2023 vid europeiska spelen i Kraków-Małopolska tog Conti brons i 54 kg-klassen.